# Фрак из Абације
„Фрак из Абације“ је југословенски телевизијски филм из 1969. године. Режирао га је Јован Коњовић, а сценарио је писао Богдан Чиплић.

## Радња
Стари и богати Герасим позива целу породицу са њим на пут у Абацију. Мајка Софија мисли да Герасим има намеру да ожени њену ћерку, међутим, ћерка Мицика је у емотивној вези са Ациком и не жели да се уда за просца кога им намећу родитељи.

## Улоге
| Глумац            | Улога                    |
| ----------------- | ------------------------ |
| Александар Шајбер | Герасим                  |
| Раде Којадиновић  | Милорад                  |
| Милица Радаковић  | Софија                   |
| Рада Ђуричин      | Мицика                   |
| Иван Јагодић      | Аца Тресић „Ацика“       |
| Витомир Љубичић   | Генерални директор банке |